# Rue Victor-Capoul
La rue Victor-Capoul est une voie de Toulouse, chef-lieu de la région Occitanie, dans le Midi de la France.

## Situation et accès

### Description
La rue Victor-Capoul est une voie publique. Elle se trouve à la limite entre les quartiers de Casselardit à l'ouest et de Bourrassol à l'est.
Longue de 97 mètres et large de 8 mètres, elle va du boulevard Richard-Wagner au rond-point Pierre-et-Jeanne-Ducis, qui se forme au carrefour des rues Marcel-Sembat, de la Source et Ledru-Rollin.
La chaussée compte une voie de circulation automobile dans chaque sens. Elle appartient à une zone 30 et la vitesse y est limitée à 30 km/h. Il n'existe pas d'aménagement cyclable.

### Voies rencontrées
La rue Victor-Capoul rencontre les voies suivantes, dans l'ordre des numéros croissants :
1. Boulevard Richard-Wagner
2. Rond-point Pierre-et-Jeanne-Ducis

### Transports
La rue Victor-Capoul n'est pas directement desservie par les transports en commun Tisséo. Elle se trouve cependant à proximité immédiate du boulevard Richard-Wagner, parcouru par la ligne de bus 66. 
Il existe une station de vélos en libre-service VélôToulouse proche de la rue Victor-Capoul : la station no 282 (boulevard Richard-Wagner/angle rue Antonio-Vivaldi).

## Odonymie

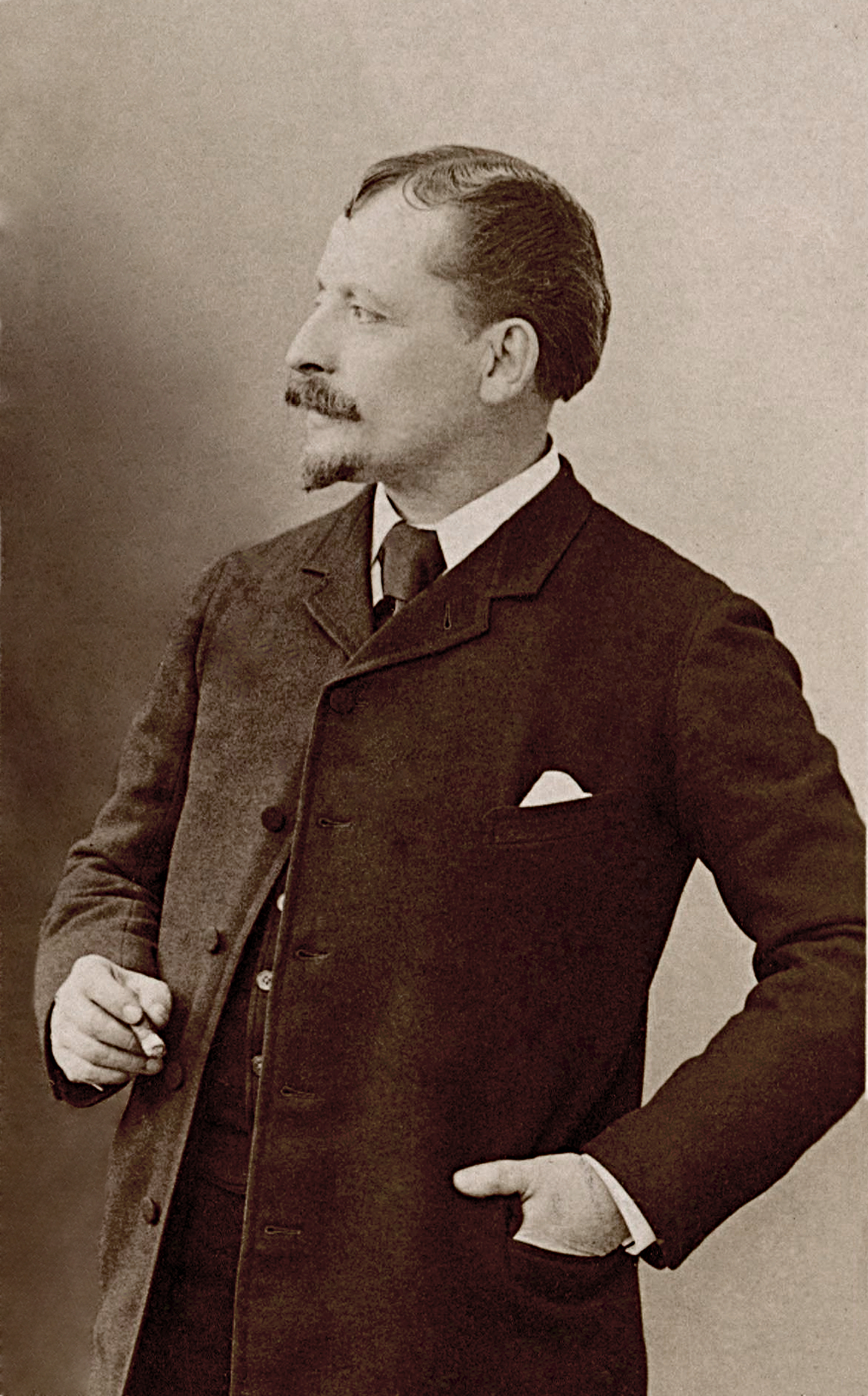
Portrait de Victor Capoul par Nadar (vers 1880, BnF).

La rue est nommée en mémoire du ténor Victor Capoul (1839-1924). Né au no 13 place Lafayette (actuelle place Wilson), fils d'un maître d'hôtel, il étudia le chant à la maîtrise de Saint-Étienne, puis au conservatoire de Paris. Il débuta au théâtre de l'Opéra-Comique, avant de poursuivre une carrière internationale. En 1899, il devint directeur artistique de l'Opéra de Paris. Il se retira au château de Lartus, à Pujaudran (Gers).
La rue était simplement nommée, lors de son ouverture, rue du Fleuve, puisqu'elle conduisait à la Garonne. En 1934, la municipalité socialiste d'Étienne Billières lui donna le nom de Docteur-Ferroul, en hommage à Ernest Ferroul (1853-1921), socialiste et franc-maçon, maire de Narbonne et député de l'Aude, qui fut l'un des chefs des manifestations de vignerons du Languedoc en 1907. Mais, par décision du conseil municipal du 27 mars 1941 sous influence vichyste, la rue prit finalement celui de Victor Capoul, qui lui fut conservé après la Libération,.

## Histoire
C'est à partir de 1923 qu'émergent, dans le faubourg des Fontaines, plusieurs projets de lotissement. Le premier projet est porté par le Foyer toulousain, une œuvre de bienfaisance dirigée par le docteur Victor Parant, ayant pour but de permettre l'accession à la propriété des familles ouvrières et particulièrement des familles nombreuses. Il prévoit la création d'un vaste quartier qui s'organise autour de plusieurs rues convergeant vers le rond-point des Fontaines (actuel rond-point Pierre-et-Jeanne-Ducis) : la rue Ledru-Rollin au sud-ouest, la rue Victor-Capoul au nord-est et la rue Marcel-Sembat au nord-ouest. En 1925, le projet de « cité-jardin de Casselardit », réalisé par la Société méridionale foncière, s'organise autour de la place des Platanes (actuelle place Jean-Baptiste-Baudin).